# Epitranus hamoni
Epitranus hamoni är en stekelart som först beskrevs av Jean Risbec 1957.  Epitranus hamoni ingår i släktet Epitranus och familjen bredlårsteklar. Inga underarter finns listade i Catalogue of Life.